# 臺北市立萬芳高級中學
臺北市立萬芳高級中學（英文：WanFang Senior High School，簡稱WFSH）是一所位於台北市文山區的完全中學，其前身為創設於1980年的萬芳國中，1982年9月開始招生。1998年，為因應臺灣教育改革以及提供文山區男生就讀公立高中的升學機會而籌備、改制為高級中學，次年起開始招收高中生。。同時設有國中部，以社區化及完全中學發展為辦學重點。

## 地理位置
該校位於台北市文山區與台北市區交界山群之南麓，山腳下約200公尺即為木柵地區通往景美及台北市區之重要幹道興隆路，前門山下亦與晚於該校創立之台北市立萬芳醫院以及興華國小相鄰。山上後門鄰台北市政府公務人員訓練處，道路通往萬芳社區，而東鄰台灣警察專科學校。
1996年3月28日台北捷運文湖線通車後，萬芳醫院站即設置於萬芳高中山腳下。

## 校內格局
全校依山而建，正門為全校最低處，而操場與後校門位於最高處，各建築間以跨越車道之連接走廊相連。
一般教室位於入校門右方，由前而後為分別為：忠孝樓、仁愛樓、信義樓及和平樓，各為地上四樓（教室及辦公室）及地下一樓（分別為：舉重教室、桌球教室及交通安全教室、員生合作社、射箭隊練習場）
行政大樓位於入校門前方，地下一樓為儲藏室及槍械室；一樓為總務處、人事室、會計室、研究發展處及家長會辦公室；二樓為校長室與會議室；三樓為特教組；四樓為資訊中心及電腦教室。
學生活動中心位於入校門左方，一樓為視聽教室（一）及閱覽室；二樓為圖書館；三樓為視聽教室（二）及高中部體育班教室（陸續遷至一般教室中）；四樓為複合型球場（籃球、排球、羽球、合球）；五樓為ㄩ字形看臺。
科學樓為地上四樓（一樓為熱食部、烹飪教室及生活科技教室；二樓為設備組、物理及化學教室；三樓為音樂、生物及地科教室；四樓為音樂及美術教室）及地下一樓（射擊場及陶藝教室）之Ｌ形建築，其Ｌ型內部為合球場、L型長端旁有炊事場。另二樓與籃排球場由棧道連接、三樓與操場旁車道相駢。
游泳池位於學生活動中心旁，一樓為游泳池及更衣室；二樓為看台。
連接走廊連接連接各建築：
忠孝-仁愛樓[2½-2、3½-3、4½-4]
仁愛-信義樓[2½-2、3½-3、4½-4]
信義-和平-科學樓[1½-1-x、2½-2-1、3½-3-2、x-4-3]
科學-行政-活動[1-3-3]
籃排球場位於和平樓並與科學二樓以棧道連接，由兩個籃球場及兩個排球場組成。
操場（六圈跑道及兩個籃球場與兩個排球場）又位於更上一層，右側有階梯（自籃排球場旁經操場到後校門旁）、左側有車道（經科學三樓並通向後校門）連接。